# 1079.
◄ | 10. stoljeće | 11. stoljeće | 12. stoljeće | ►
◄ | 1040-ih | 1050-ih | 1060-ih | 1070-ih | 1080-ih | 1090-ih | 1100-ih | ►
◄◄ | ◄ | 1076. | 1077. | 1078. | 1079. | 1080. | 1081. | 1082. | ► | ►►
Arhitektura • Astronomija • Knjige • Književnost • Kršćanstvo • Medicina • Pravo • Promet • Znanost

## Rođenja
- Pierre Abelard – francuski skolastik († 1142.)

## Smrti
- 11. travnja – Stanislav Krakovski, poljski svetac (* 1030.)

## Vanjske poveznice
|  | Zajednički poslužitelj ima još gradiva o temi 1079. |